# Whale Island, Labrador
Whale Island är en ö i Kanada.   Den ligger i provinsen Newfoundland och Labrador, i den östra delen av landet, 1 800 km nordost om huvudstaden Ottawa. Arean är 5,6 kvadratkilometer.
Terrängen på Whale Island är lite kuperad. Öns högsta punkt är 243 meter över havet. Den sträcker sig 3,1 kilometer i nord-sydlig riktning, och 2,6 kilometer i öst-västlig riktning.